# Assassinato de Marielle Franco
O assassinato de Marielle Franco, vereadora do Rio de Janeiro pelo Partido Socialismo e Liberdade (PSOL), foi um crime executado no dia 14 de março de 2018, no Estácio, região central da cidade. Os criminosos estavam em um carro, que emparelhou com o da vereadora, e efetuaram vários disparos, que também mataram o motorista. A investigação, conduzida durante vários anos, aponta para motivações políticas, referente à expansão das milícias no Rio de Janeiro.
Ronnie Lessa e Élcio Queiroz, ambos ex-policiais militares, foram acusados de serem os executores dos assassinatos de Marielle Franco e do motorista Anderson Gomes, foram presos e condenados pelo crime em outubro de 2024. Em 24 de março de 2024, os irmãos Domingos Brazão e Chiquinho Brazão foram presos após serem denunciados como mandantes do atentado contra Marielle Franco. O delegado Rivaldo Barbosa também foi preso, suspeito de obstruir as investigações.

## Descrição do crime
Marielle chegou à Casa das Pretas, na rua dos Inválidos, na Lapa, para mediar um debate promovido pelo Partido Socialismo e Liberdade (PSOL) com jovens negras, por volta das dezenove horas. Segundo imagens obtidas pela polícia, um Cobalt com placa de Nova Iguaçu, município da Baixada Fluminense, estava parado próximo ao local. Por volta das vinte e uma horas, Marielle deixou a Casa das Pretas com uma assessora e seu motorista Anderson Gomes, sendo logo seguida por um carro do mesmo modelo que estava parado próximo ao local. Por volta das vinte e uma horas e trinta minutos, na Rua Joaquim Paralhes, no Estácio, um veículo emparelha com o carro de Marielle e faz treze disparos. Nove acertam a lataria e quatro acertam o vidro. A vereadora foi atingida por três tiros na cabeça e um no pescoço, e o motorista levou ao menos três tiros nas costas, causando a morte de ambos. A assessora foi atingida por estilhaços, levada a um hospital e liberada. A polícia declarou acreditar que o carro dela foi perseguido por cerca de quatro quilômetros. Os executores fugiram do local sem levar quaisquer bens.

## Investigação
Imagens retiradas de câmeras locais revelaram que um segundo veículo possivelmente teria dado cobertura aos criminosos que dispararam os tiros. Além disso, outras imagens mostraram dois homens parados dentro de um veículo, por duas horas, no local de um evento de que a vereadora participou logo antes. Segundo a polícia, a munição utilizada, de calibre 9 mm, não pode ser vendida a civis em geral. A Rede Globo informou que a munição pertencia a um lote vendido à Polícia Federal, fato confirmado pela Polícia Civil do Estado do Rio de Janeiro. Os investigadores acreditavam que a vereadora foi seguida desde o evento da Lapa, por quatro quilômetros, até passar por um local de menor tráfego, onde se deu o ataque.
O delegado Rivaldo Barbosa, Chefe da Polícia Civil, trabalhava com a hipótese de execução, visto que os pertences dos passageiros não foram levados pelos atiradores e que a vereadora era militante de comunidades carentes, tendo sido ativa na defesa dos direitos humanos dos moradores dessas localidades, principalmente negros e mulheres, havendo mesmo denunciado mortes praticadas por policiais. No sábado anterior ao crime, Marielle denunciara nas redes sociais o 41º Batalhão da Polícia Militar, de Acari, que fora apontado pelo Instituto de Segurança Pública como o mais mortífero dos cinco anos anteriores.
A perícia descobriu que as munições de calibre 9 mm que mataram a vereadora carioca eram do mesmo lote de parte dos projéteis utilizados na maior chacina do estado de São Paulo. Os assassinatos de dezessete pessoas ocorreram em Barueri e Osasco, na Grande São Paulo, em 13 de agosto de 2015, e três policiais militares e um guarda civil foram condenados pelas mortes. Segundo a Polícia Civil do Rio de Janeiro, esse lote fora vendido à Polícia Federal de Brasília pela empresa Companhia Brasileira de Cartuchos, no dia 29 de dezembro de 2006. A análise técnica também revelou que a munição era original, isto é, ela não foi recarregada porque a espoleta, que provoca o disparo do projétil, era original. A PF abriu um inquérito para apurar a origem das munições e como elas chegaram ao Rio de Janeiro.
O Ministro Extraordinário da Segurança Pública, Raul Jungmann, afirmou que a munição foi roubada da sede dos Correios na Paraíba, anos antes. Fontes da PF disseram que o lote com dois milhões de cápsulas foi amplamente distribuído entre as unidades da corporação e que as unidades de São Paulo e do Distrito Federal receberam a maior quantidade, mais de duzentas mil cápsulas cada uma. Além disto, o ministro disse que a PF já designara um especialista em impressões digitais e DNA para fazer o exame da munição, e confrontaria os resultados com seu banco de dados, a fim de descobrir a autoria do crime.
Em 18 de março, a polícia recebeu uma denúncia anônima e descobriu, em Minas Gerais, um carro que poderia ter sido usado no assassinato da vereadora. A suspeita era de que o carro, com placas do Rio de Janeiro, teria sido abandonado no dia 15, mas, como a denúncia só chegara até a polícia no sábado, o veículo foi apreendido por volta das 21h desse dia. Ainda, a Rede Globo divulgou novas imagens, nas quais se pode ver o carro branco, onde estava Marielle, passando e sendo seguido por dois veículos de cor prata. A polícia investiga também a hipótese de que os assassinos de Marielle tenham monitorado a vereadora pelas redes sociais, visto que ela fez uma convocação na Internet um dia antes do evento da Rua dos Inválidos, de onde saiu antes de ser assassinada.
Em 1º de abril, o jornal O Globo publicou uma matéria na qual duas testemunhas, que não foram ouvidas pela polícia, deram detalhes sobre a cena do crime. Os jornalistas ouviram separadamente as duas testemunhas, tendo obtido versões semelhantes. Elas disseram que o carro dos assassinos imprensou o veículo que conduzia Marielle, quase subindo na calçada. Ao contrário das imagens de câmera, essas pessoas só viram um carro no cenário. Ainda conforme o relato, um homem negro estava no banco de trás e estendeu o braço para fora, portando uma arma de cano longo, com um dispositivo que parecia um silenciador. Então o carro deu uma guinada e fugiu pela rua Joaquim Palhares, não pela rua João Paulo Primeiro, como suspeitava a polícia. As testemunhas afirmaram que os policiais militares as mandaram se afastar do local do assassinato, sem ouvi-las. A GloboNews questionou a Policia Civil a respeito da atitude de não ouvir as testemunhas, mas não recebeu uma resposta da corporação. Entretanto, um investigador declarou ao jornal que os projetos da vereadora estavam sob análise e que se consideravam as pautas geradoras de conflitos com certos grupos, incluindo os milicianos. Na semana anterior, o  Secretário de Segurança do Rio de Janeiro, General Richard Nunes, admitiu que era inegável a motivação política no crime.
Em 10 de abril, os investigadores responsáveis pelo caso encontraram digitais em fragmentos parciais das cápsulas de 9 mm utilizadas no assassinato. As cápsulas foram encontradas na esquina das ruas João Paulo I e Joaquim Palhares, no Estácio, onde aconteceu o ataque. Oito cápsulas eram do mesmo lote vendido pela Companhia Brasileira de Cartuchos para o Departamento da Polícia Federal em Brasília e distribuído para todo o país. A nona cápsula fazia parte de um carregamento importado, e, de acordo com os investigadores, tinha características especiais, semelhantes às de um projétil disparado em um homicídio que ocorreu em outro ponto da região metropolitana do estado. As digitais estavam fragmentadas, o que dificultaria o confronto com as digitais armazenadas nos bancos de dados das polícias civil e federal, mas ainda seria possível a comparação com as digitais de suspeitos do crime.
Em 6 de maio, a RecordTV exibe reportagem que aponta erros na investigação. A emissora divulgou que o carro usado pelas vítimas foi abandonado no pátio da delegacia de homicídios por 40 dias sem que todos as avaliações e exames estivessem completos. Segundo a reportagem, os corpos da vereadora e do motorista não passaram por exames de raio-x, uma vez que o Estado não tinha o equipamento. A TV também antecipou – o que seria dias depois confirmado pela Polícia – que Marielle e Anderson não foram mortos por uma pistola como achavam os investigadores, mas sim por uma submetralhadora HK MP5, que não são facilmente apreendidas com criminosos, sendo de uso de tropas de elite. A Record também lembrou que as câmeras da Prefeitura na rua onde ocorreu o crime foram desligadas dias antes do duplo homicídio. Alegando sigilo, autoridades e órgãos oficiais não quiseram comentar a reportagem.
Em 8 de maio, uma testemunha disse à polícia que o vereador Marcello Siciliano e o ex-policial militar e miliciano Orlando Oliveira de Araújo, conhecido como Orlando Curicica, seriam os verdadeiros mandantes dos assassinatos da vereadora Marielle Franco e do motorista Anderson Gomes. Conforme essa testemunha, a motivação seriam as ações comunitárias de Marielle em áreas de interesse da milícia na Zona Oeste. A informação foi veiculada pelo jornal O Globo, segundo o qual a testemunha afirmou que foi forçada a trabalhar para Orlando e teria contado em detalhes todo o planejamento da execução. A pessoa citada como testemunha relatou que esteve presente nas reuniões ocorridas entre Orlando e Siciliano, desde junho de 2017. Ainda conforme o relato, Orlando teria dito numa reunião que a vereadora o atrapalhava e comentado com Siciliano que a situação precisava ser resolvida logo. Em três depoimentos, a testemunha teria informado datas, horários e reuniões entre os dois homens, além de fornecer os nomes de quatro homens escolhidos para o assassinato, que passaram a ser investigados pela polícia. A ordem do assassinato teria sido dada de dentro da cela da penitenciária Bangu 9, onde Siciliano estava preso. Posteriormente, em meados de 2019, foi revelado que a testemunha, o policial militar Rodrigo Jorge Ferreira, vulgo Ferreirinha, tinha mentido a mando das milícias para atrapalhar as investigações sobre a autoria dos assassinatos de Marielle e Anderson Gomes. E o miliciano Orlando Curicica, após ser transferido para um presídio federal, deu detalhes em depoimentos ao Ministerio Público Federal do funcionamento do crime organizado no Rio de Janeiro. Além de conseguir comprovar não ter tido participação no assassinato de Marielle Franco, o miliciano Orlando Curicica denunciou nesses depoimentos a cúpula da Segurança Pública do Estado do Rio de Janeiro nomeada pelo Governador Wilson Witzel, o Secretário da Polícia Militar e o Secretário da Polícia Civil, respectivamente Rogério Figueredo de Lacerda e Marcus Vinicius Braga. Curicica também fez acusações contra o braço direito de Marcus Vinicius Braga, Allan Turnowski. Allan Turnowski foi chefe da Polícia Civil do Rio de Janeiro entre 2010 e 2011 e nesse período como chefe da Polícia teve como adido o policial militar Ronnie Lessa, acusado de ser o responsável por fazer os disparos que tiraram a vida de Marielle Franco e Anderson Gomes.
Em 11 de maio, a polícia fez a reconstituição do crime, que tomou cinco horas entre a noite e a madrugada. O objetivo foi reproduzir o momento em que os assassinos dispararam contra o carro onde estavam Marielle e Anderson, efetuando disparos com armas e munições reais, a fim de que as testemunhas  reconhecessem o barulho da arma usada no crime. A conclusão da polícia foi que os assassinos usaram uma submetralhadora HK MP5, uma arma capaz de disparar oitocentos tiros por minuto. Quatro testemunhas participaram da simulação do crime, incluindo a assessora parlamentar de Marielle Franco, que foi a única sobrevivente e se mudou para fora do Brasil logo depois do assassinato da vereadora.
Em outubro, houve um avanço na investigação. O Ministério Público do Rio de Janeiro (MPRJ) anunciou que o uso da tecnologia da informação permitiu a identificação do biótipo do atirador. Além disso, a análise de imagens descobriu outros locais por onde passou o carro dos executores. O Ministério não precisou essas informações publicamente, mas a família da vereadora foi comunicada. Os promotores também visitaram o preso Orlando Curicica e a Procuradora-Geral da República, Raquel Dodge, remeteu ao MPRJ o depoimento prestado por aquele aos procuradores da República, cujo conteúdo também não foi revelado para manter o sigilo das investigações, que era uma preocupação de todas as autoridades envolvidas nessas atividades.
Em 3 de julho de 2019, a Polícia Civil e a Marinha articularam uma operação para encontrar as armas que teriam sido usadas no crime. A suspeita teve origem no depoimento de um barqueiro da região do Quebra-Mar, na Barra, segundo o qual um homem, mais tarde identificado como Márcio Montavano, o Márcio Gordo – que teria retirado as armas de endereços ligados ao policial militar reformado Ronnie Lessa, apontado como o autor do crime – o contratou para um passeio até as Ilhas Tijucas, para a prática de pesca submarina. Segundo a polícia, além de Márcio, participaram da ação a mulher de Lessa, Elaine, o irmão dela, Bruno, e um homem chamado Josinaldo. Conforme o depoimento do barqueiro, o contratante colocou no barco uma caixa de papelão pesada, dentro da qual havia caixas menores, e uma mala de viagem. Então o homem abriu a mala, tirou seis fuzis e jogou as armas e a caixa ao mar. Depois ele deu trezentos reais ao barqueiro para pagar o transporte, chamou um táxi e foi embora. A polícia sabia que se tratava de um amigo de Lessa.
Ainda em julho de 2019, o ministro e presidente do Supremo Tribunal Federal (STF), Dias Toffoli, suspendeu a investigação referente ao assassinato da vereadora. A Decisão de Toffoli atingiu temporariamente todos os inquéritos do país, com o argumento de que eram fundados em relatórios de inteligência financeira feitos com informações obtidas sem autorização judicial. Ou seja, eram informações compartilhadas pelo Conselho de Controle de Atividades Financeiras (Coaf) e pelo Fisco, sem autorização da Justiça.
Até setembro, sabia-se, conforme um relatório da Coordenadoria de Segurança e Inteligência do Ministério Público do Estado do Rio de Janeiro, que o sargento da reserva da Polícia Militar Ronnie Lessa, acusado do assassinato, era chefe de milícia na zona oeste carioca, foi dono de um bingo clandestino na Barra da Tijuca e planejava, antes de ser preso, expandir seu negócio de distribuição de água para áreas dominadas por traficantes de drogas na cidade. O relatório fundamentou o pedido aceito pela Justiça do Rio de Janeiro, a fim de transferir Lessa para o sistema penitenciário federal.
Tendo estado foragido desde a deflagração da Operação Intocáveis o miliciano Adriano Magalhães da Nóbrega estava sendo procurado por equipes policiais do Rio de Janeiro e da Bahia, que estavam alertas para a possibilidade de prendê-lo . Adriano tinha conseguido escapar de um cerco montado pelas policias do Rio de Janeiro e da Bahia em um resort no final de janeiro de 2020, mas em 9 de fevereiro de 2020 foi cercado pela Polícia num sítio no município de Esplanada e acabou morto em confronto com a Polícia no interior da Bahia. Ele era conhecido como Capitão Adriano e era apontado como o chefe do grupo de assassinos profissionais chamado Escritório do Crime, o qual reunia policiais e ex-policiais que cometiam homicídios em troca de dinheiro, e também chefe de uma milícia no Rio de Janeiro. Ele era ex-capitão do Batalhão de Operações Especiais (Bope) da Polícia Militar do Rio de Janeiro, foi um dos denunciados da Operação Intocáveis e teve familiares próximos envolvidos, como sua ex-esposa e sua mãe, no esquema das rachadinhas do gabinete do então deputado estadual Flávio Bolsonaro. As autoridades citaram Adriano no assassinato de Marielle Franco, mas ele não constava do inquérito que investigava a morte da vereadora. Embora tenha sido ouvido no inquérito, não figurava como suspeito.
Em 30 de junho, o delegado responsável pela investigação da morte de Marielle, Daniel Rosa, colocou fim à suspeita que pairava sobre a organização de milicianos chamada Escritório do Crime. O “Escritório” já sofria uma investigação devido à suspeita de ter realizado muitas execuções e se acreditava que a execução da vereadora poderia ser uma dessas, devido à proximidade do grupo com Ronnie Lessa, mas não foi comprovado que este teria integrado a organização criminosa. Ainda assim, a investigação tomou tal rumo a partir do depoimento de Orlando Curicica, este sim preso por suspeita de participação no crime da vereadora. Segundo Rosa, os membros do grupo miliciano realmente praticaram uma execução naquela noite, mas de outra pessoa, Marcelo Diotti. O crime ocorreu em um restaurante da Barra da Tijuca, e uma minuciosa perícia, com o confronto de horários, afastou a possibilidade de que esses homens tivessem participado do assassinato da vereadora.
Em meados de julho de 2020, após dois anos sem respostas sobre como os executores da vereadora tiveram acesso a munições de uso restrito da Polícia Federal, o delegado encarregado do caso requereu o arquivamento do processo, que havia sido aberto a pedido do Ministério Público Federal. Entretanto, o procurador Eduardo Benones não aceitou o arquivamento e solicitou o aprofundamento da investigação, com o argumento de que esta não se destinava apenas à responsabilização de agentes públicos, mas que principalmente se destinava a ser uma resposta do Estado Brasileiro às muitas perguntas sobre um crime "cujo caráter é notoriamente transcendental”. Com esse propósito, o Ministério solicitou um exame pericial na munição, para saber se era uma carga original, e um pedido de explicação para a fabricante dos projéteis, que teria produzido um volume superior ao permitido pelo Exército.
Em meados de dezembro, a Polícia Civil e o Ministério Público acharam uma importante pista para solucionar o crime. Conforme o relato, Eduardo Almeida Nunes de Siqueira, morador da Muzema, favela dominada pela milícia, clonou um carro do mesmo modelo que foi usado no homicídio. Além disso, Siqueira era defendido pelo mesmo advogado de Ronnie Lessa, considerado o executor da vereadora. Ele confessou que clonou muitos veículos, incluindo um Cobalt prata, ano 2014, que foi exatamente o tipo de automóvel usado pelos pistoleiros. Siqueira não sabia como o carro foi usado, mas viu muita semelhança entre o que ele clonou e o que foi usado no crime. A polícia também seguia outras linhas de investigação, como a confirmação de que a ordem para matar Marielle partiu do ex-bombeiro, ex-vereador e miliciano Cristiano Girão, com o objetivo de se vingar do deputado federal Marcelo Freixo, pois Girão era um dos nomes constantes da lista da CPI das milícias confeccionada pelo parlamentar.
Em julho de 2021, houve importantes trocas na equipe de investigação do crime. Na Polícia Civil, Edson Henrique Damasceno, sem explicação oficial, passou a ser titular da Delegacia de Homicídios, que investiga todas as mortes violentas no estado. Damasceno era o quarto responsável na linha de tempo da apuração policial. Ao mesmo tempo, as promotoras Simone Sibilio e Letícia Emile saíram da força-tarefa do Ministério Público do Rio de Janeiro, que também investigava o atentado. Elas relataram receio e insatisfação com “interferências externas”, mas não deram detalhes sobre essas forças. Além disso, foi feita a exumação do corpo de Adriano da Nóbrega, e a perícia encontrou contradições entre os achados da necropsia e os relatos dos policiais militares que o mataram em ação oficial.
Em julho de 2023, Élcio de Queiroz firmou uma delação premiada com a Polícia Federal e o Ministério Público e contou em detalhes como foi cometido o crime. Segundo informações veiculadas na imprensa, o crime estava premeditado desde 2017 e até teria havido uma tentativa frustrada no mesmo ano. Quando o homicídio efetivamente ocorreu, tudo começou com um encontro entre Lessa e Élcio no condomínio deste. Eles se posicionaram estrategicamente em um carro e partiram em perseguição ao carro da vereadora, disparando tiros no momento em que o veículo desacelerou. Após concluído o crime, seguiram para um bar onde ficaram bebendo até três horas da madrugada. No dia seguinte, concluíram a operação se livrando do carro usado no crime, antes tomando o cuidado de adulterá-lo.
Em janeiro de 2024, o ex-policial Ronnie Lessa firmou um acordo de delação com a Polícia Federal, afirmando que Domingos Brazão teria sido um dos mandantes e responsáveis pelo planejamento do atentado que resultou na morte da vereadora e de seu motorista. A razão para ele ter ordenado o assassinato seria vingança contra Marcelo Freixo, ex-deputado estadual que presidiu a CPI das Milícias, de quem Marielle foi assessora. Poucos dias depois da delação ser confirmada a imprensa, relatou-se que durante a gestão de Jair Bolsonaro, a Abin foi empregada para espiar e monitorar a coordenadora da força-tarefa encarregada da investigação sobre as mortes de Marielle Franco e Anderson Gomes.
No dia 24 de março de 2024, os irmãos Domingos Brazão e Chiquinho Brazão, juntamente com o delegado Rivaldo Barbosa, foram presos, acusados de serem os mandantes do atentado contra Marielle Franco em março de 2018. O trio foi alvo de mandados de prisão preventiva na Operação Murder, Inc., deflagrada pela Procuradoria-Geral da República (PGR), pelo Ministério Público do Rio de Janeiro (MPRJ) e pela Polícia Federal (PF). Domingos é conselheiro do Tribunal de Contas do Estado do Rio de Janeiro (TCE-RJ); Chiquinho é deputado federal pelo União Brasil; Rivaldo era chefe da Polícia Civil do Estado do Rio de Janeiro na época do atentado e hoje atua como coordenador de Comunicações e Operações Policiais da instituição.
Em 19 de agosto, em depoimento na audiência de instrução e julgamento do caso Marielle no STF, o motorista de aplicativo Otacílio Antônio Dias Júnior, o Hulkinho, de 41 anos, revelou que o bombeiro Maxwell Simões Corrêa, o Suel, pagou 2,5 mil reais pelo Cobalt prata clonado usado por Élcio de Queiroz e Ronnie Lessa no dia do atentado.

### Prisões e condenações
Em 30 de maio de 2018, a polícia prendeu Thiago Bruno Mendonça, conhecido como "Thiago Macaco", que era acusado de matar Carlos Alexandre Pereira Maria, "O Cabeça", um colaborador do vereador Marcello Siciliano. Thiago Macaco também é citado no depoimento de um ex-miliciano apontado uma testemunha-chave do caso. Segundo a fonte, Thiago seria ligado a Orlando de Curicica, chefe da milícia da Bna, atualmente preso. Os dois teriam participado do assassinato da parlamentar, que estaria atrapalhando os negócios do grupo paramilitar na Zona Oeste. Esses negócios também interessariam a Siciliano, que negava as acusações. A testemunha ainda relatou que Thiago Macaco teria sido responsável pela clonagem do Cobalt prata, que foi usado pelos assassinos para cometer o crime. Os agentes já haviam cumprido a prisão temporária de Rondinele de Jesus Da Silva, "O Roni", ocorrido no dia 19 de maio, pelo mesmo delito.
Em 24 de julho de 2018, a polícia prendeu o ex-policial Alan Nogueira, conhecido como Cachorro Louco, e o ex-bombeiro Luís Cláudio Barbosa. Ambos foram denunciados por um delator premiado, que também os envolveu em um caso de duplo homicídio. Eles foram apontados como integrantes do grupo do miliciano Orlando Oliveira de Araújo, conhecido como Orlando da Curicica, que atua na Zona Oeste da cidade. O duplo assassinato teria sido cometido no sítio de propriedade de Orlando. Um policial militar e um ex-policial militar também integrantes da milícia, segundo a polícia, foram assassinados com tiros na cabeça, por traição. Depois, tiveram os corpos carbonizados. O delegado disse que não podia ainda relacionar os dois à execução da vereadora e que a investigação prosseguia em sigilo. A milícia citada controla, além da Curirica, as regiões da Taquara, da Vargem Pequena, da Vargem Grande e do Terreirão. As atividades dos milicianos são extorsão de comerciantes e moradores, a exemplo da cobrança de taxas pela venda de gás e água mineral, e controle de pontos de caça-níqueis.
Os primeiros mandados de prisão foram expedidos a partir de 13 de dezembro de 2018. Policiais civis da divisão de homicídios executaram quinze mandados no estado do Rio de Janeiro e fora deste, todos dirigidos contra milicianos. Em Angra dos Reis, no Morro da Constância, durante o cumprimento de um desses mandados, a equipe foi encurralada por criminosos. Segundo informação oficial, os agentes ficaram sob forte ameaça, em local de vulnerabilidade e intensa situação de risco, sendo resgatados em ação das polícias civil e militar. Os mandados fizeram parte de um inquérito ligado ao assassinato da vereadora, mas conduzido de forma paralela. Nesse momento, haviam transcorrido nove meses desde o crime.
Em 22 de janeiro de 2019, a polícia prendeu o major da Polícia Militar Ronald Paulo Alves Pereira, por suspeita de envolvimento no assassinato. Além disso, ele seria julgado no caso da Chacina da Via Show, no qual quatro jovens foram executados por policiais militares. O major estava com o processo suspenso, mas este foi reaberto. Conforme a informação oficial, ele vinha sendo investigado com base em suspeita de integrar a cúpula do chamado Escritório do Crime. Ele também foi denunciado por comandar negócios ilegais, como grilagem de terras e agiotagem.
Em 12 de março de 2019, policiais da Divisão de Homicídios da Polícia Civil e promotores do Ministério Público no âmbito da operação Lume prenderam dois policiais militares suspeitos de participação no assassinato. Os mandados de prisão foram executados contra o sargento reformado da Polícia Militar Ronnie Lessa, de 48 anos, e Élcio Vieira de Queiroz, que já fora expulso da Polícia Militar do Rio de Janeiro. Na casa de um amigo de Ronnie Lessa foram encontrados 117 fuzis M-16 desmontados. O amigo de Lessa disse ter guardado os fuzis sem saber do que se tratava e a apreensão desses fuzis se tornou a maior apreensão de armas da história do Rio de Janeiro. Segundo a denúncia do Ministério Público, Lessa teria sido o autor dos 13 disparos que mataram Marielle e o motorista Anderson e Queiroz teria sido o condutor do veículo usado no crime. Ainda conforme o MP, o crime teria sido meticulosamente planejado, com três meses de antecedência.
Em 31 de maio, a polícia prendeu Rafael Carvalho Guimarães e Eduardo Almeida Nunes, que eram investigados pela possível clonagem do carro Cobalt, usado no assassinato da vereadora. As prisões foram parte da Operação Entourage, a qual teve como alvo a milícia de Orlando Curicica, que dominava regiões da Zona Oeste do Rio de Janeiro. Segundo a polícia, a função dos dois na organização de Curicica era clonar carros para que a quadrilha pudesse se movimentar a fim de praticar crimes sem chamar a atenção. Além disso, foi preso o policial militar Rodrigo Jorge Ferreira, o Ferreirinha, acusado de obstruir as investigações do crime. A operação contou com trezentos policiais e oito pessoas foram presas. Os depoimentos dados por Ferreirinha a mando da milícia de que Curicica teria sido um dos mandantes do crime provaram-se falsos. Os crimes praticados pela organização, muito bem estruturada, eram, em sua maioria, feitos com o uso de violência, incluindo execução de testemunhas e tentativas de homicídio de autoridades responsáveis pelas investigações.
Em julho de 2020, após a prisão do empresário ligado ao Movimento Brasil Livre, Carlos Augusto de Moraes Afonso, conhecido na Internet como Luciano Ayan, foi descoberto que ele foi o responsável por divulgar uma notícia falsa que acusava Marielle Franco de ter se relacionado com o traficante Marcinho VP, além de ter ligação com a facção criminosa Comando Vermelho.
Em outubro, o ex-policial Elcio Vieira de Queiroz foi condenado a cinco anos de prisão e pagamento de multa pelo porte de munição e pela posse de armas de fogo, munições e carregadores, no dia em que foi preso, em 12 de março de 2019. Nessa data, policiais civis e dois promotores de Justiça foram à casa de Queiroz para cumprir uma ordem de prisão, pela suspeita de envolvimento na morte da vereadora e de seu motorista, e outra de busca e apreensão, para recolher possíveis provas do crime. Em revista, eles encontraram oito munições de fuzil de calibre 5,56 mm no seu carro e, na sua casa, encontraram uma pistola Glock calibre ponto 380, com cinco carregadores e 46 munições, além de uma pistola Taurus calibre ponto 40, com três carregadores e 72 munições. A pena seria cumprida em regime aberto se Queiroz já não estivesse preso preventivamente em razão dos homicídios, na Penitenciária Federal de Porto Velho. A sentença foi emitida em 11 de setembro pelo juiz André Felipe Veras de Oliveira, da 32ª Vara Criminal do Rio de Janeiro.
Em 7 de agosto de 2022, Ronnie Lessa, que estava preso preventivamente na Penitenciária Federal de Segurança Máxima de Campo Grande, foi condenado a cinco anos de prisão por tentativa de tráfico internacional de armas. Conforme a sentença, ele deveria começar a cumprir a pena já em regime fechado, e a prisão preventiva motivada pelo homicídio seria mantida. A justificativa da condenação foi a quantidade e a finalidade dos equipamentos apreendidos. Além disso, segundo o texto da sentença, o material importado se destinava a dificultar a identificação da origem dos disparos de fuzis AR-15, ordinariamente empregados por organizações criminosas que controlam vastos territórios da cidade do Rio de Janeiro, onde aterrorizam, ferem e matam moradores e agentes da segurança pública de forma indiscriminada. Por exemplo, esse equipamento serve para reduzir o clarão provocado pelos disparos dos fuzis, geralmente utilizado por atiradores profissionais, com o intuito de chamar menos atenção no momento em que atiram. Em fevereiro de 2023 foi confirmada pela Polícia Militar do Rio de Janeiro a expulsão de Ronnie Lessa da corporação.
Em 7 de dezembro de 2023, Luiz Paulo de Lemos Júnior, o Chupeta, foi preso por ser apontado pelos investigadores como motorista de Ronnie Lessa, réu pela morte da vereadora Marielle Franco, e do Escritório do Crime.
Em 28 de fevereiro de 2024, a Polícia Federal e o Grupo de Atuação Especial de Repressão ao Crime Organizado (Gaeco), do Ministério Público do Rio de Janeiro (MPRJ), prenderam o dono de ferro-velho Edilson Barbosa dos Santos, conhecido como Orelha, acusado de destruir o carro GM Cobalt prata em um desmanche no Morro da Pedreira, na Zona Norte do Rio. O carro era usado no dia do crime.
Em 24 de março de 2024, a Polícia Federal, junto a Procuradoria-Geral da República prendeu o deputado federal pelo Rio de Janeiro Chiquinho Brazão, o conselheiro do Tribunal de Contas do Estado do Rio de Janeiro (TCE-RJ) Domingos Brazão e o policial civil Rivaldo Barbosa, acusados de serem os mandantes do assassinato de Marielle. Barbosa era na época da morte da vereadora, chefe da polícia civil do Rio de Janeiro e teria ajudado a atrapalhar as investigações. Foram encaminhados à Penitenciária Federal de Brasília onde cumprirão prisão preventiva.  Barbosa foi nomeado para o cargo às vésperas do assassinato de Marielle pelo então interventor de segurança do Rio Walter Braga Netto na intervenção federal no Rio de Janeiro em 2018 (apesar das repetidas objeções da área inteligência da polícia do Rio) e naquele cargo investigou, ele mesmo, o assassinato.
No dia 27 de março, os irmãos Brazão foram transferidos para outros presídios, Chiquinho foi levado para o de Campo Grande e Domingos para a de Porto Velho, enquanto o delegado Rivaldo Barbosa continua preso na capital de Brasília. A escolha das penitenciárias foi do Ministério da Justiça.
Também em março de 2024, Giniton Lages, outro delegado de polícia do Rio que também investigou o assassinato de Marielle, foi alvo de um mandado de busca em sua casa, acusado de obstrução à justiça por trabalhar como informante dos mandantes do crime. Lages supostamente trabalhou para (e eventualmente conseguiu) ganhar a confiança da família de Marielle para obter informações privilegiadas sobre as pessoas mais próximas dela e impedir tentativas de alcançar os verdadeiros mentores do crime, incluindo forçar o depoimento de Rodrigo Jorge Ferreira, o Ferreirinha, um policial militar, no qual ele admite falsamente que outro criminoso, Orlando Curicica, foi o mandante do assassinato. Lages também escreveu um livro sobre os bastidores da investigação intitulado Quem matou Marielle? cujo objetivo era, segundo Lages, “ajudar a sociedade a se preparar melhor para lidar com casos semelhantes no futuro".
Em 9 de maio, a Procuradoria-Geral da República (PGR) denunciou os irmãos Domingos e Chiquinho Brazão e o delegado Rivaldo Barbosa por mandar matar a vereadora Marielle Franco. Na tarde do mesmo dia, o ministro Alexandre de Moraes, do STF, suspendeu o sigilo do processo.
Em 28 de maio, a Justiça do Rio de Janeiro condenou o ex-PM Rodrigo Ferreira, conhecido como Ferreirinha, e a advogada Camila Nogueira por obstrução das investigações sobre o assassinato da vereadora Marielle Franco e do motorista Anderson Gomes. Os dois foram condenados a 4 anos e 6 meses de prisão. Apesar de, com essa pena, estarem autorizados a iniciarem o cumprimento no regime semiaberto, o juiz determinou que a pena seja cumprida no regime fechado.
Em 30 de setembro, a Justiça do Rio de Janeiro condenou o dono de um ferro-velho, Edilson Barbosa dos Santos, o Orelha, a 5 anos e 17 dias de prisão por ajudar os assassinos de Marielle e Anderson a destruir o carro GM Cobalt usado no dia do crime. Esta é a primeira condenação na investigação do atentado.
Em 30 e 31 de outubo, Ronnie Lessa e Élcio de Queiroz foram levados ao Tribunal do Júri, sendo condenados a 78 anos e 9 meses (Ronnie) e 59 anos e 8 meses (Élcio) pelo homicídio qualificado de Marielle e Anderson além da tentativa de homicídio da assessora Fernanda Gonçalves, além do pagamento de pensão ao filho de Anderson até os 24 anos e de indenização no valor de 706 mil reais por dano moral a cada um dos familiares das vítimas mortas

## Repercussão
Roberto Romano, filósofo e professor de Ética da Unicamp, disse que o crime foi um indicativo de fragilidade das instituições democráticas no Brasil, alertando para uma suposta ameaça de retorno da ditadura militar, dada a aproximação entre o Estado democrático e o Estado de exceção no país. Ainda, comparou o caso ao assassinato da missionária americana Dorothy Stang em 2005, no Pará, o que revelaria as lacunas dos avanços da promoção dos direitos humanos no Brasil. O filósofo acreditava que o episódio deveria promover uma mudança no tratamento da crise de segurança, com medidas de médio e longo prazo, como a melhora da educação e políticas de redução da desigualdade social no país, no que ele não acreditava, dado o tratamento do caso pelo governo federal.
Todos os presidenciáveis rapidamente emitiram pareceres, pesares e condolências às famílias das vítimas, à exceção de Jair Bolsonaro, que estava impossibilitado de falar por conta de uma intoxicação alimentar, isto seguindo a assessoria de imprensa do deputado, contudo a mesma também informou que a opinião dele seria vista como "polêmica", e, por isso, o político preferiria não se manifestar. Em 20 de março, declarou publicamente que manteria seu silêncio, criticando o silêncio seletivo de outros políticos e chamando atenção para a falta de segurança pública no Rio.
A Procuradora-Geral da República, Raquel Dodge, afirmou que o seu gabinete estava empenhado na investigação do assassinato, por meio do monitoramento das investigações e da avaliação de federalização do caso. Para ela, um atentado contra líderes políticos e a corrupção são exemplos de atentado à democracia e o nível de impunidade ainda era elevado no país. Dodge esteve no Rio de Janeiro no dia 15 de março, onde participou de uma reunião para acompanhar os trabalhos de investigação do crime.
O Presidente Nacional da Ordem dos Advogados do Brasil, Claudio Lamachia, emitiu uma nota no dia 15 de março, na qual denunciou o assassinato como um crime contra toda a sociedade e uma ofensa direta aos valores do Estado Democrático de Direito. Apontou ainda que o Conselho Federal da Ordem acompanhava o caso e esperava agilidade na apuração e punição exemplar para os grupos envolvidos.
A Assembleia da República de Portugal aprovou por unanimidade um voto de pesar pela morte de Franco, exprimindo “a mais veemente condenação pela violência e pelos crimes políticos e de ódio que aumentam de dia para dia no Brasil”. O voto foi anunciado no dia do crime pela líder do Bloco de Esquerda, Catarina Martins, durante o debate quinzenal com o primeiro-ministro, e foi subscrito pelo presidente do Parlamento, Ferro Rodrigues, e pelo deputado André Silva, em texto que destacava a militância política da vereadora em prol de minorias e pela denúncia da violência policial.

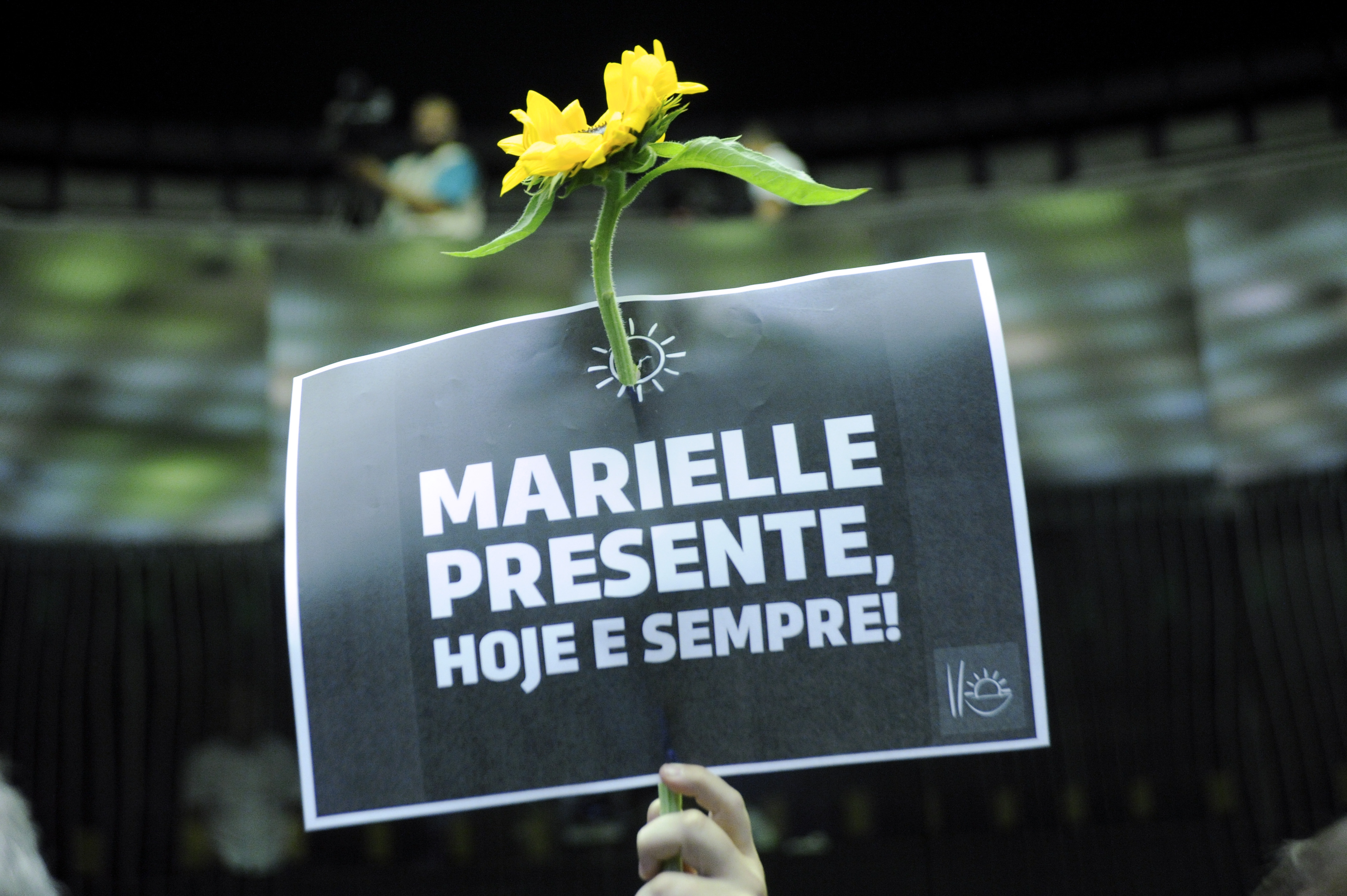
Um manifestante segurando um cartaz para homenagear Marielle em sessão solene na Câmara dos Deputados, em 15 de março de 2018.

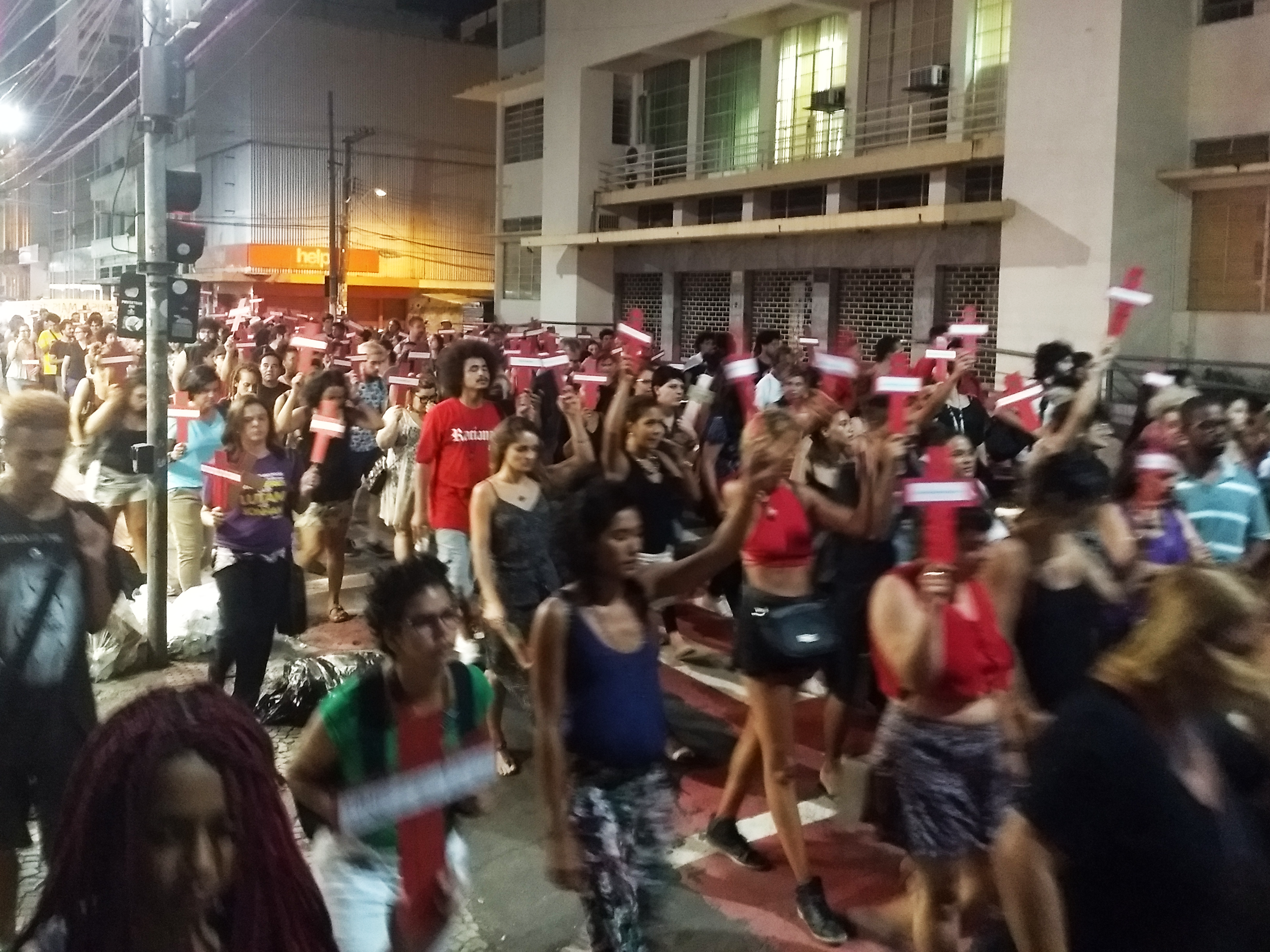
Passeata realizada em Vitória, Espírito Santo por conta dos assassinatos em 15 de março de 2018.

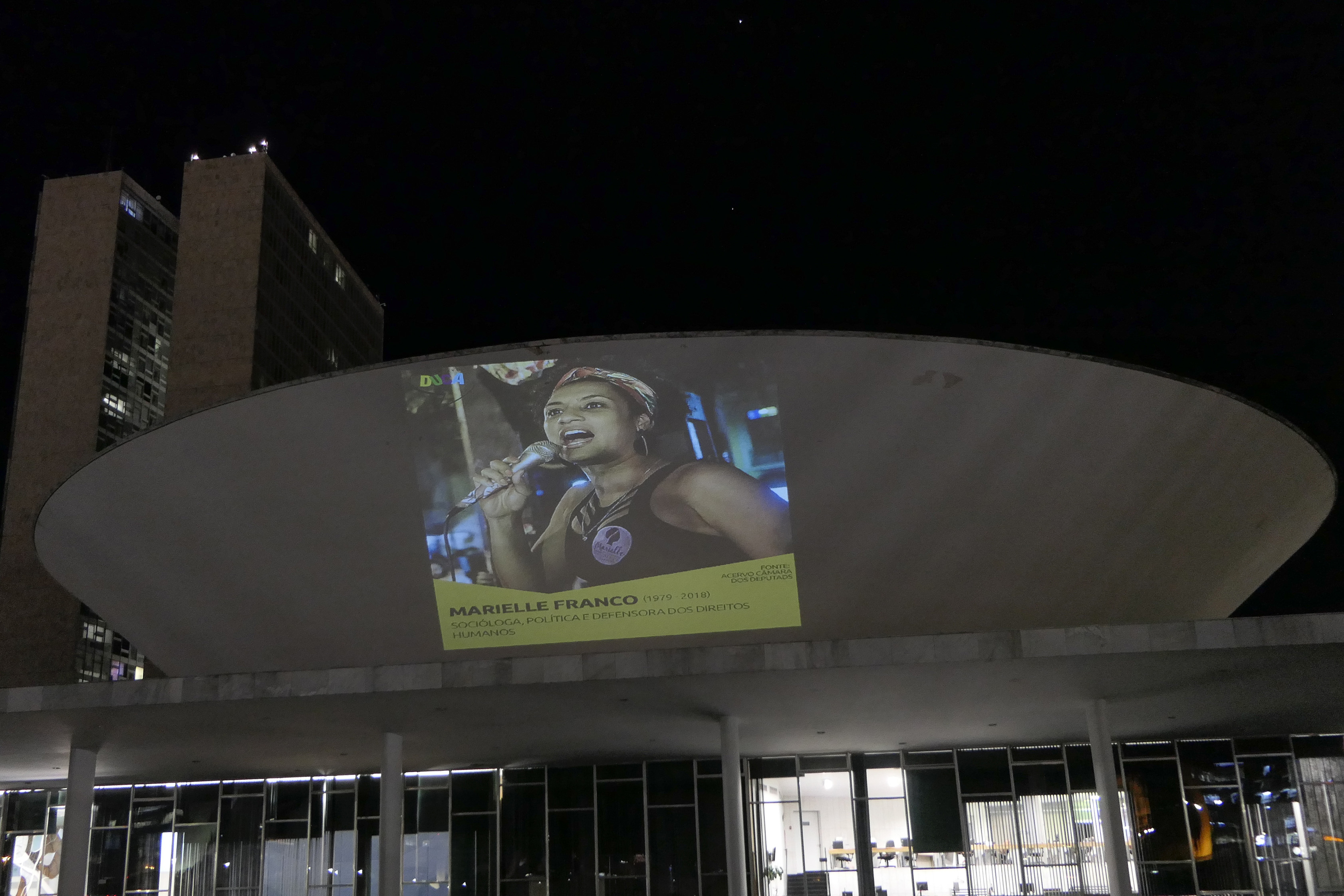
Projeção de foto de Marielle no Congresso Nacional do Brasil no Dia Internacional da Mulher Negra Latino-Americana e Caribenha, 24 de julho de 2020.

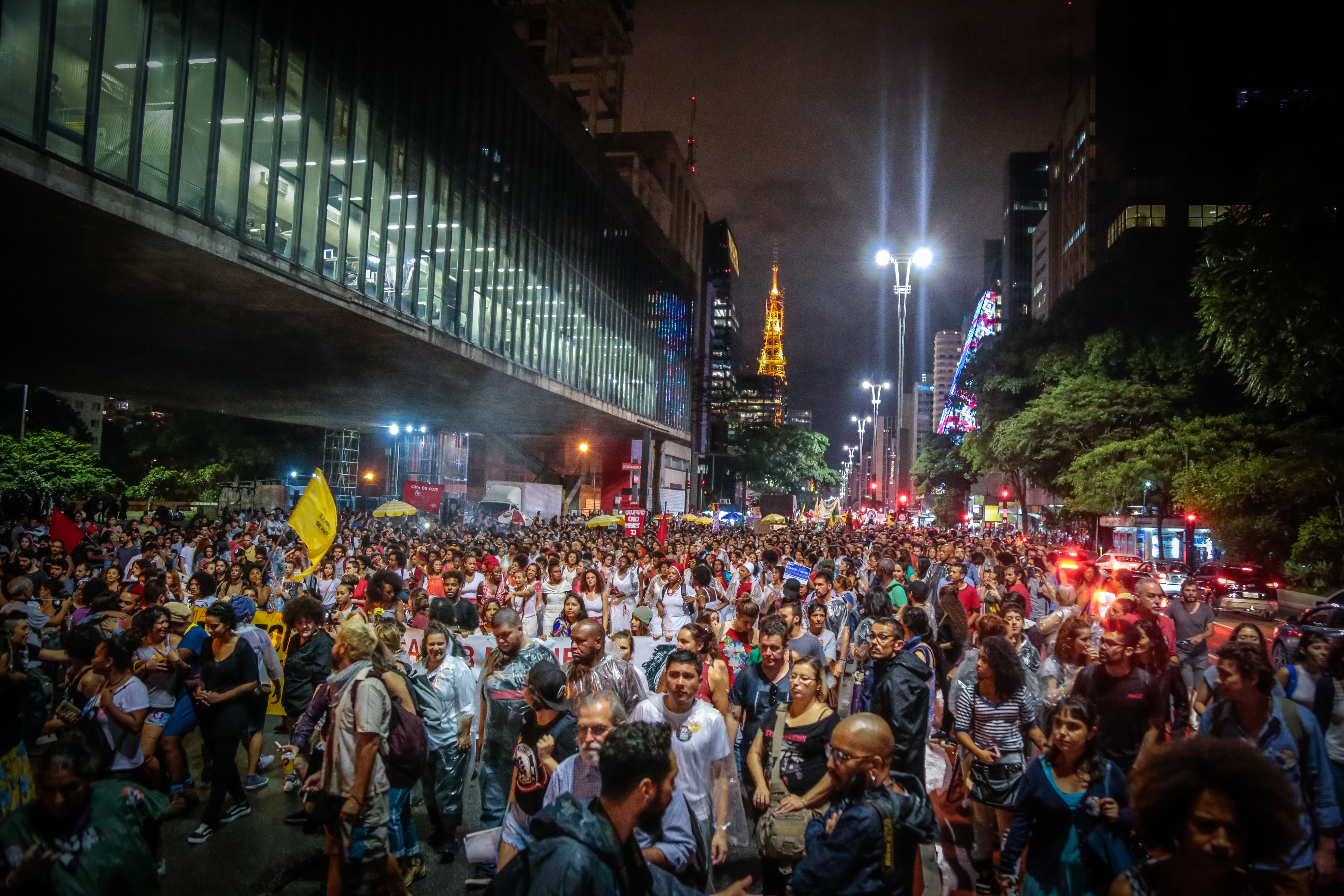
Protesto "Quem mandou matar Marielle?" na Avenida Paulista, em São Paulo, 14 de março de 2019.

A desembargadora Marília Castro Neves, do Tribunal de Justiça do Rio de Janeiro, apresentou outra versão do crime. Em mensagem escrita no Facebook, a magistrada disse que Marielle não era apenas militante, mas que estaria engajada com criminosos, havendo sido eleita pelo Comando Vermelho e tendo descumprido pautas de campanha, consequentemente sendo assassinada por não pagar dívidas. A mensagem da desembargadora gerou protestos e Juliano Medeiros, presidente nacional do PSOL, anunciou que exigiria a condenação da magistrada no Conselho Nacional de Justiça.
Ocorreram também manifestações nas redes sociais, tendo o Twitter como a principal plataforma de discussões. Segundo a Fundação Getulio Vargas, foram 567 mil menções ao nome da política. O pico foi cerca de duas horas depois do homicídio, por volta de 23h50min, com 594 "tuítes" por minuto. A pesquisa apontou que 88 por cento deles foram mensagens de luto e de destaque à trajetória de Marielle, sendo também constatada uma grande suspeita de que o crime foi uma execução e de que foi promovido por policiais militares. Os usuários lembraram que a vereadora, na véspera da sua morte, acusou a Polícia Militar do homicídio de um adolescente e fez críticas à atuação da PM em Acari, bairro da Zona Norte do Rio. Ao mesmo tempo, uma parcela menor de usuários da rede fizeram manifestações contra a esquerda e defenderam medidas de segurança mais duras, criticando também a aproveitamento político do caso pelo PSOL.
A guerra ideológica nas redes sociais levou um escritório de advocacia, o EJS Advogadas, a rastrear o conteúdo calunioso, tendo recebido mais de duas mil denúncias por e-mail até o dia 19 de março. O objetivo anunciado foi o de enviar todos as mensagens, com os seus autores identificados, para uma investigação na Delegacia de Repressão a Crimes de Informática da Polícia Civil ou para uma retratação pública na Justiça. Tarcísio Motta, colega de Marielle na Câmara, disse que era necessário responsabilizar aqueles que estavam propagando discursos de ódio e reproduzindo ou criando notícias falsas que atentavam contra a honra da vereadora. A irmã de Marielle afirmou que os propagadores de informações falsas seriam responsabilizados, pedindo mais respeito à família, à sua dor e à imagem de sua falecida irmã. Nas semanas seguintes, a família moveu uma ação judicial em razão do excesso de mensagens depreciativas. Em resposta, a Justiça determinou a remoção de publicações contendo conteúdo calunioso ou falso sobre Franco no Facebook e no YouTube. Além disso, exigiu que o Facebook prevenisse a publicação de novas postagens ofensivas a Marielle e que informasse se os perfis de Luciano Ayan, Luciano Henrique Ayan e Movimento Brasil Livre patrocinaram as postagens denunciadas.
Uma outra manifestação foi a do diretor José Padilha, o qual disse que a violência no Rio de Janeiro era um processo recorrente, no qual houve o assassinato silencioso de um número enorme de pessoas nos vinte anos passados. Afirmou também que a polícia era despreparada, corrupta e extremamente violenta, além de que não existia assistência social em comunidades carentes, configurando a conjugação de fatores que levou ao reconhecido número de mortes. Padilha citou a guerra ideológica corrente, que levava as pessoas a aderirem a seu próprio viés cognitivo, em vez de atentarem-se para problemas mais palpáveis e gerais. Ainda conforme o cineasta, a condição atual não podia ser creditada apenas à pobreza, visto que, como afirmou, haveria países mais pobres que o Brasil com índices de violência menores, e que a polícia do Rio de Janeiro mataria quarenta vezes mais que a polícia dos Estados Unidos como um todo. Concluiu lembrando que o problema só recebia progressiva atenção midiática, trazendo à tona a situação subjacente, quando acontecia um caso grave, a exemplo da morte da vereadora, as chacinas da Candelária e de Vigário Geral.
Em 13 de abril, trinta dias após o crime, a Anistia Internacional divulgou um comunicado, cobrando das autoridades brasileiras mais agilidade na condução das investigações, que até ali não tinham apontado nenhum suspeito. A entidade pediu prioridade no caso, pois, no entender desta, a cada dia em que o crime permanece sem resposta, aumentam as ameaças contra os defensores dos direitos humanos no Brasil. Dessa forma, o texto do comunicado reivindicou "uma investigação imediata, completa, imparcial e independente, que não apenas identifique os atiradores, mas também os autores intelectuais do crime". Renata Neder, coordenadora de pesquisa da Anistia Internacional, disse que os estados federal e fluminense deviam uma resposta à altura da gravidade do assassinato.

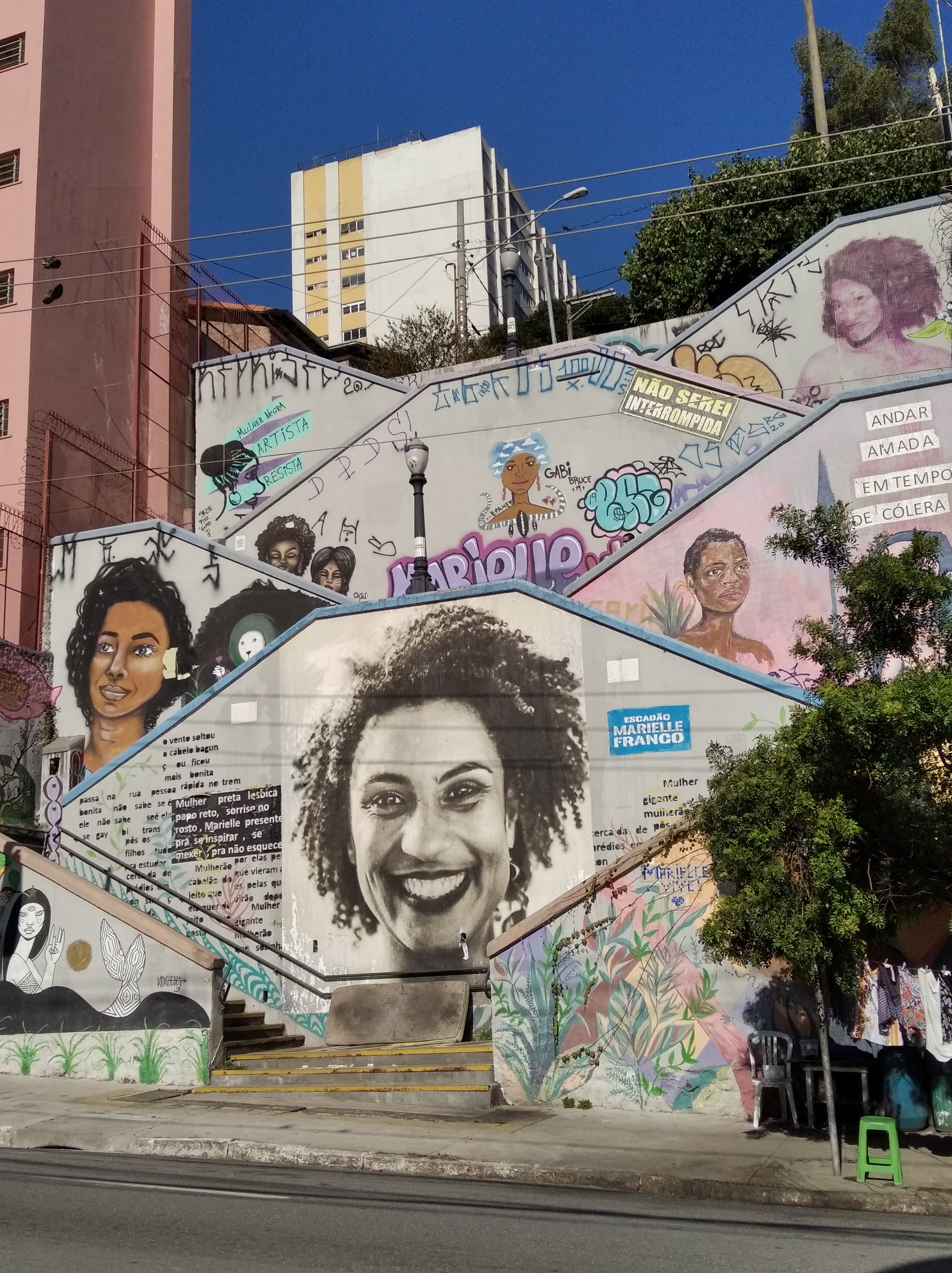
Escadão Marielle Franco em Pinheiros, São Paulo.

Em 14 de março de 2021, houve uma celebração de lembrança dos três anos do homicídio, com a inauguração de uma placa, na Cinelândia, em frente à Câmara Municipal do Rio de Janeiro, no centro da cidade, em uma iniciativa da Prefeitura. A placa é  similar às de identificação das vias e praças da cidade e contém os dizeres “Vereadora Marielle Franco”. Há também duas frases: “(1979-2018) Mulher negra, favelada, LGBT e defensora dos direitos humanos”; “Brutalmente assassinada em 14 de março de 2018 por lutar por uma sociedade mais justa”. E também se estendeu uma faixa preta em frente à Câmara Municipal do Rio de Janeiro, que continha uma pergunta: “Quem mandou matar Marielle?”. Muitas autoridades estavam presentes. O prefeito Eduardo Paes ressaltou que ninguém deveria ser assassinado em função de sua ideologia, de sua visão de mundo. A mãe da vereadora, Marinete Silva, disse que a placa não reduzia a dor da família, mas que era um símbolo de esperança e ativismo, mantendo Marielle viva. Marinete acrescentou que permanecia acreditando na solução do caso e confiava nas apurações conduzidas pelo Ministério Público do Estado.
A vereadora Marielle Franco também ganhou uma estátua em sua homenagem, no centro do Rio de Janeiro, no local onde ela costumava se reunir com seus eleitores para prestar conta do seu mandato. A inauguração foi no dia 27 de julho de 2022, data em que Marielle estaria completando 43 anos de idade. Compareceram diversos políticos, admiradores e eleitores da parlamentar, além de sua família, lotando a Praça Mário Lago, mais conhecida como Buraco do Lume. O público teve a possibilidade de tirar fotos ao lado da estátua de 1,75 metro, forjada em bronze pelo artista plástico Edgar Duvivier, em tamanho natural, mostrando Marielle com o braço esquerdo erguido e punho cerrado.
Em 31 de outubro de 2024, a imprensa internacional, como o jornal britânico The Guardian, o portal de notícias panamenho En Mayúscula, a emissora venezuelana Telesur, o jornal espanhol El País e o portal português Público, repercutiram a condenação de condenação de Ronnie Lessa e Élcio Queiroz, assassinos da vereadora Marielle Franco e do motorista Anderson Gomes.

## Controvérsias

### Repreensão judicial à Rede Globo
Em novembro de 2018, a divisão de homicídios da Polícia Civil e o Ministério Público do Rio de Janeiro ajuizaram uma ação judicial demandando que a Rede Globo fosse proibida de divulgar qualquer informação do inquérito policial que apurava os assassinatos de Franco e seu motorista. O magistrado Gustavo Gomes Kalil, titular da Quarta Vara Criminal do Rio de Janeiro, aceitou o pedido, decidindo que a Rede Globo vazava conteúdo dos autos de forma "prejudicial", expondo dados das investigações e das testemunhas. Porém, os dados até então divulgados pela Rede Globo foram reportados sem expor informações pessoais, com alguns sendo apresentados de forma anônima. A Globo considerou que a decisão judicial foi excessiva e que feria gravemente a liberdade de imprensa. A Associação Brasileira de Jornalismo Investigativo (Abraji) divulgou uma nota onde condena a decisão do juiz que "viola o direito dos brasileiros à livre circulação de informações de interesse público", afirma que a "imposição de censura é uma afronta à Constituição" e que "a liberdade de imprensa, fundamental para a democracia".

### Menção a Jair Bolsonaro pelo porteiro do Vivendas da Barra
Segundo uma reportagem exclusiva no dia 29 de outubro de 2019, veiculada pelo Jornal Nacional, que teve acesso a detalhes do processo, o nome do Presidente da República foi mencionado em um depoimento feito pelo porteiro do Condomínio Vivendas da Barra, onde moram Jair Bolsonaro e Ronnie Lessa, um dos principais suspeitos de ter assassinado Marielle Franco e Anderson Gomes. Segundo o porteiro, o outro suspeito pelo crime, Élcio de Queiroz, que seria o motorista do carro utilizado no crime, entrou no condomínio no dia 14 de março de 2018, horas antes do assassinato, alegando que iria para a casa de número 58, que pertence a Bolsonaro. Com isso, o porteiro teria entrado em contato com a moradia, ponderando sobre a permissão da entrada de Queiroz no condomínio. Segundo o porteiro, a autorização foi dada por alguém dentro da casa, a quem ele chamou de "Seu Jair". Após a entrada no condomínio, o veículo teria seguido para a casa de número 66, que pertence a Ronnie Lessa, o qual seria o principal suspeito dos disparos, segundo o Ministério Público, e não para a casa de Bolsonaro. O porteiro então ligou uma segunda vez para a casa 58 e uma pessoa que atendeu o interfone confirmou que o carro iria para a casa 66.
Depois da repercussão, o segundo filho de Jair Bolsonaro, Carlos, foi até a administração do condomínio onde obteve autorização para acessar as gravações das ligações da portaria. Logo em seguida, Carlos Bolsonaro publicou em suas redes sociais os áudios do momento em que o porteiro autoriza a entrada de Élcio de Queiroz; no áudio o porteiro liga para a casa 66, de onde recebe autorização de Ronnie Lessa para que deixe Élcio de Queiroz entrar no condomínio. Por ter acesso a os áudios do condomínio, a oposição política acusou Carlos de invasão de privacidade e interferência. No mesmo dia em que Carlos divulgou os áudios da portaria do condomínio mostrando Ronnie Lessa autorizando a entrada de Élcio Queiroz, o Ministério Público do Rio de Janeiro realizou uma coletiva de imprensa onde afirmou que o porteiro mentiu em seu depoimento a Polícia Civil e que as gravações periciadas não são compatíveis com a versão dada pelo porteiro. O Ministério Público disse ainda que a pericia confirmou que a voz no interfone era de Ronnie Lessa e não de Jair Bolsonaro, como afirmou o porteiro; e apesar da planilha de controle escrita pelo porteiro constar o número da casa de Bolsonaro (58), o registro do interfone mostra a ligação para a casa 66.
No mês seguinte, o porteiro que havia citado Bolsonaro afirmou em depoimento a Polícia Federal que havia se enganado ao citar o presidente. No dia 11 de fevereiro de 2020, uma pericia da Polícia Civil concluiu que a voz do porteiro que liberou a entrada de Élcio Queiroz não é a mesma do porteiro que citou Bolsonaro no depoimento; o laudo foi assinado por seis peritos que confirmaram que não ouve alteração nas gravações e confirmou que a voz que liberou a entrada de Élcio era de Ronnie Lessa. O Jornal Nacional pesquisou os registros da Câmara dos Deputados e encontrou uma contradição no depoimento do porteiro. Jair Bolsonaro, então deputado federal, estava em Brasília naquele dia, como mostraram os registros de presença em duas votações no plenário: às 14h e às 20h30. Portanto, ele não poderia estar no Rio, o que levantou dúvidas sobre quem atendeu o interfone na casa do Presidente naquele dia. Pouco tempo depois da reportagem, Bolsonaro, que estava na Arábia Saudita em visita oficial, fez uma live no Facebook para demonstrar sua indignação com a reportagem. Nela, acusou o Governador do Rio de Janeiro, Wilson Witzel, de ter vazado informações confidenciais para a Globo, já que o processo corria em segredo de Justiça. Bolsonaro também acusou a Polícia Civil do Rio de ter orquestrado uma "farsa" e disse acreditar que o porteiro pode ter sido levado a assinar algo que não correspondia ao seu verdadeiro depoimento. "Ou o porteiro mentiu, ou induziram o porteiro a cometer o falso testemunho, ou escreveram algo que o porteiro depois assinou embaixo (sem checar o teor)", disse.

### Interferência pelo governador do Rio de Janeiro
Em 4 de maio de 2020, o governador do Rio de Janeiro, Wilson Witzel, admitiu, em entrevista ao programa Roda Viva, da TV Cultura, que interferiu nas operações da Polícia Civil em relação aos suspeitos do atentado. Witzel declarou que pediu ao delegado Giniton Lages a prisão, em março de 2019, do policial militar aposentado Ronnie Lessa e a do ex-policial militar Élcio de Queiroz, sob a acusação de atuarem no duplo homicídio. Essas prisões, como admitiu o governador, foram recomendadas apesar de não haver ainda a confirmação do eventual mandante do crime. Witzel explicou que não tinha acesso à investigação, mas se serviu da sua experiência como juiz federal e sugeriu as prisões quando o delegado afirmou que já sabia quem eram os executores. A intenção era abrir uma nova fase da investigação, com o propósito de descobrir o mandante. A confissão de Witzel aconteceu em meio às acusações contra o presidente Jair Bolsonaro de interferência na Polícia Federal.

### Mensagens a ex-ajudante de ordens de Bolsonaro
Em maio de 2023, a Polícia Federal deflagrou a Operação Venire, a fim de apurar suspeitas de inserção de dados falsos no Conecte SUS em favor de Bolsonaro, e prendeu o tenente-coronel Mauro Cid (ex-ajudante de ordens de Bolsonaro) e o ex-major Ailton Barros (ex-candidato a deputado estadual pelo PL), entre outros investigados. Foi descoberta uma discussão entre ambos em que Barros agia como intermediário em favor do ex-vereador Marcello Siciliano. Siciliano, então investigado pelo assassinato, requeria uma reunião com o cônsul dos Estados Unidos no Rio de Janeiro em troca da inserção de dados.